# Jubé de la chapelle Saint-Pabu
Le jubé de la chapelle Saint-Pabu à Saint-Guen, une commune du département des Côtes-d'Armor dans la région Bretagne en France. 

## Description
Ancien jubé en chêne datant du XVIe siècle, il ne peut plus servir de tribune faute d'escalier. La porte et les quatre arcatures qui l'entourent dont en forme d'arc en accolade très pointu. Huit panneaux sculptés à la partie supérieure.
Il est classé monument historique au titre d'objet depuis le 25 mars 1938. 